# Universidad Estatal de Florida

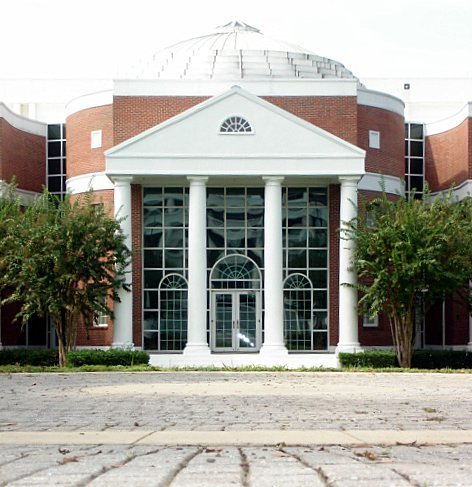
D'Alemberte Rotunda

La Universidad Estatal de Florida es una universidad pública del sistema universitario estatal de Florida ubicada en la ciudad de Tallahassee, Florida, en Estados Unidos. La universidad fue establecida el año 1851 en Tallahassee, la capital del estado de Florida. Ocupa el octavo lugar entre los presupuestos universitarios más grandes, con un presupuesto cercano a los USD$1,7 mil millones de dólares al año.
La universidad está compuesta por 22 escuelas y facultades que ofrecen más de 360 programas de estudio. FSU es especialmente reconocida por sus programas de Negocios, Medicina, Ingeniería, Redacción Creativa (Creative Writing), Biología Evolucionaria, Danza, Cine, Música, Hotelería, Informática, Meteorología y Ciencias Políticas. 

## Académica
La Universidad Estatal de Florida posee más de 1600 acres (6.4 km²) y es dueña del National High Magnetic Field Laboratory en Tallahassee. La universidad continúa desarrollando en su capacidad como dirigente en búsqueda de licenciado científico en Florida. Otros hitos en la Universidad incluye la primera supercomputadora ETA10-G/8, capaz de 10,8 GFLOPS en 1989, notable para aquel tiempo en por superar la velocidad del Cray-2/8 existente, localizado en el Laboratorio Nacional Lawrence Livermore por un salto sustancial y el desarrollo del anti-fármaco de cáncer Taxol.

### Datos demográficos
|                                              | Cuerpo estudiantil | Florida | Censo de EE. UU. |
| -------------------------------------------- | ------------------ | ------- | ---------------- |
| Afroestadounidense                           | 8.3 %              | 16.7 %  | 13.2 %           |
| Asiático-estadounidense                      | 2.6 %              | 2.7 %   | 5.3 %            |
| Hispánico-estadounidense (de cualquier raza) | 17.7 %             | 23.6 %  | 17.1 %           |
| Alumnado internacional                       | 5.7 %              | N/D     | N/D              |
| Estadounidense indígena                      | < 1 %              | 0.5 %   | 1.2 %            |
| Blanco no hispánico                          | 60.7 %             | 56.4 %  | 62.6 %           |

El número de estudiantes de FSU era 41 867 en el otoño de 2016, proviniendo de más de 130 países, y de los 50 estados de EE. UU. La proporción de las mujeres a hombres es 55:45, y 22 por ciento son alumnos graduados y profesionales. Los programas de titulación profesional incluyen Leyes, Medicina, Administración Empresarial, Trabajo Social y Enfermería. Las poblaciones minoritarias constituyen el 28.8 por ciento del cuerpo estudiantil, con 8.3 por ciento de africanos-americanos, 17.7 por ciento de hispánicos, 0.2 por ciento de indígenas americanos y 2.6 por ciento de asiático-americanos o isleños del Pacífico.
En 2016, el 5.7 % del alumnado de la FSU era internacional. De estos, los países más populares de origen eran: China (20 %), Panamá (10.5 %), India (6 %), Corea (5.4 %), Colombia (5.1 %), y Brasil (3.7 %). En total, 2372 estudiantes internacionales matriculados en la Universidad Estatal de Florida.
Los floridanos constituyen el 90 % de la población estudiantil. Miami-Dade, Broward, Palm Beach, Hillsborough, y León son los condados de Florida de mayor alumnado estatal. Alumnos de Georgia, Virginia, Nueva York, Nueva Jersey, Carolina del Norte, Texas, Pensilvania, y Maryland son los más numerosos de fuera del estado de Florida.

## Campus
El campus principal de FSU está localizado en las coordenadas 30°26′27″N 84°17′29″O / 30.44077, -84.29141 en Tallahassee, cerca del Capitolio estatal. 
Está delimitado por la avenida Tennessee Street (U.S. Highway 90) al norte, la calle Gaines al sur, Stadium Drive al oeste y la calle Macomb al este.
Además del campus principal, FSU tiene otro campus en Orange Drive, donde está la Escuela de Ingeniería y otro en Sarasota, donde imparte los programas de postgrado en actuación, y que incluye el Florida State University Center for the Performing Arts.
FSU también tiene una sede en Panamá y tres centros de estudios en Florencia, Valencia y Londres.

## Centros docentes
La Universidad Estatal de Florida está formada por 22 facultades y escuelas:
- Facultad de Artes y Ciencias (1901)
- Facultad de Ciencias Humanas (1901)
- Facultad de Educación (1901)
- Facultad de Música (1901)
- Facultad de Trabajo Social (1928)
- Escuela de Danza (1930)
- Facultad de Bellas Artes (1943)
- Facultad de la Comunicación y la Información (1947)
- Escuela de Información (1947)
- Escuela de Administración y Políticas Públicas Askew (1947)
- Escuela de Hospitalidad Dedman (1947)
- Facultad de Negocio (1950)
- Facultad de Enfermería (1950)
- Facultad de Ley (1966)
- Facultad de Ciencias Sociales y Políticas Públicas (1973)
- Escuela de Teatro (1973
- Facultad de Criminología y Justicia Criminal (1974)
- Facultad de Ingeniería (1983)
- Facultad de Artes Cinematográficas (1989)
- Facultad de Medicina (2000)
- Escuela de Comunicación (2009)
- Escuela de Ciencias de la Comunicación y Trastornos (2009)

## Vida estudiantil
La universidad tiene 58 fraternidades y sororidades, de las que treinta y nueve cuentan con residencias propias. 
El catálogo anual se titula "Vires", la cadena de televisión de la universidad "WFSU", la estación de radio "WFSU-FM", y la revista "FSView".

## Transporte
En el campus de la universidad se encuentran ocho estaciones del "Seminole Express Bus Service" de las líneas granate y oro. Es gratis montar en el bus para facultad, personal, estudiantes, y visitantes.
La Universidad Estatal de Florida es servids por el Aeropuerto Internacional de Tallahassee. El aeropuerto hace vuelos diarios a Miami, Fort Lauderdale, Orlando, Tampa, Atlanta, Charlotte, y Dallas-Fort Worth.

## Deporte

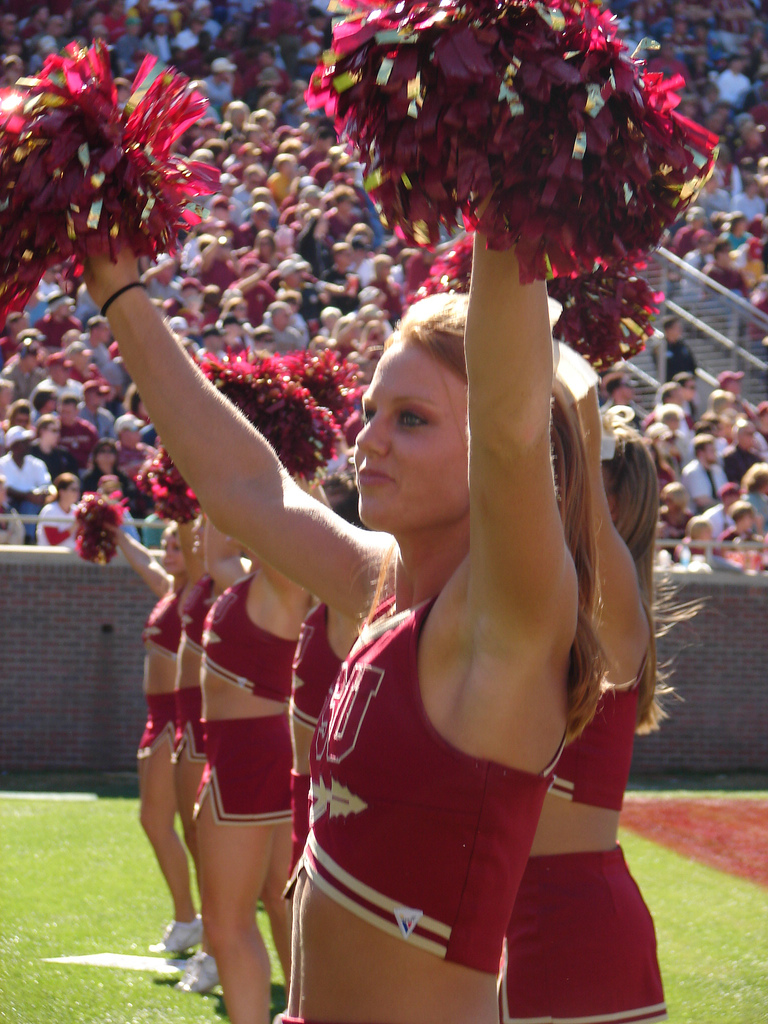
Equipo de animación de la Universidad Estatal de Florida.

FSU compite en la Atlantic Coast Conference de la División I de la NCAA con equipos tanto masculinos como femeninos. Los programas masculinos incluyen béisbol, baloncesto, cross country running, fútbol americano, golf, natación, tenis, y atletismo. Los programas femeninos son: baloncesto, cross country running, golf, fútbol, sófbol, natación, tenis, atletismo, y voleibol. Su apodo es el de Seminolas. Este nombre amerindio es usado bajo la autorización explícita de la Tribu Seminola. Sus rivales tradicionales son la Universidad de Florida y la Universidad de Miami. 
Bajo la tutela del entrenador Bobby Bowden, el equipo de fútbol americano se ha convertido en una potencia nacional. FSU han luchado cinco veces por el título de campeón nacional entre 1993 y 2001, habiendo ganado dicho campeonato tres veces (1993, 1999 y 2013).